# Kettlasbach
Der Kettlasbach ist ein rechter Zufluss zur Zaya zwischen Mistelbach und Wilfersdorf in Niederösterreich.
Der Bach entspringt südwestlich von Schrick, durchfließt sodann den Ort und strömt in einigen weiten Schwüngen, wo er auch den von rechts kommenden Meierhofgraben aufnimmt, weiter nach Kettlasbrunn, um sich im Ort den vom Osten zufließenden Reutlüssgraben einzuverleiben. Knapp nach Kettlasbrunn gelangt er nach Hobersdorf, wo er von rechts in die Zaya mündet. Sein Einzugsgebiet umfasst 36,8 km² in weitgehend offener Landschaft.